# Xenon (televisieserie)
Xenon was een Vlaams sciencefiction-televisieprogramma van Jef Cassiers voor de jeugd, uitgezonden in 1984 op de toenmalige BRT. De tune van Xenon was de themamuziek van de film Halloween van John Carpenter die de serie een duidelijke thriller sfeer bezorgde.

## Verhaal
De vrienden Tom en Nick moeten met hulp van hun secretaresse Linda en het jonge meisje Els het op hol geslagen elektronische brein "Xenon" uitschakelen.
Al snel blijkt Xenon een biologisch en telepathisch wapen te zijn dat onder andere de E.S.P.-krachten van begaafde mensen extreem kan versterken. Met name Els blijkt bijzonder goed met Xenon samen te kunnen werken en ontwikkelt zich snel als sterkste telepaat van de groep.
De eindclimax wordt ingeluid wanneer Xenon zelfbewust blijkt te zijn en aan zijn zelfvernietiging als computer meewerkt. Tijdens de slotscène blijkt dat zijn persoonlijkheid in Els is gedownload en Xenon zichzelf op die manier gered heeft. Xenon is nu vrij en bevrijd van de externe controle die hem dwong te doen wat zijn makers bevolen.

## Rolverdeling
| Acteur            | Personage                               |
| ----------------- | --------------------------------------- |
| Brit Alen         | Els                                     |
| Bert André        | Kapitein van de rijkswacht              |
| Gene Bervoets     | Tom                                     |
| Mirei Bonte       | Linda                                   |
| Carry Goossens    | Helicopterpiloot                        |
| Johan Van Assche  | Nick                                    |
| Johan Van Lierde  | Carl                                    |
| Bernard Verheyden | Onderdirecteur van de post              |
| Nolle Versyp      | Johan Vander Voght / Karel Vander Voght |
| Denise Zimmerman  | Norma Mutti                             |